# Covington (Indiana)
Covington é uma cidade localizada no estado americano de Indiana, no Condado de Fountain.

## Demografia
Segundo o censo americano de 2000, a sua população era de 2565 habitantes.
Em 2006, foi estimada uma população de 2474, um decréscimo de 91 (-3.5%).

## Geografia
De acordo com o United States Census Bureau tem uma área de
3,0 km², dos quais 3,0 km² cobertos por terra e 0,0 km² cobertos por água. Covington localiza-se a aproximadamente 172 m acima do nível do mar.

## Localidades na vizinhança
O diagrama seguinte representa as localidades num raio de 20 km ao redor de Covington.